# Yoshiki Satō
Yoshiki Satō (jap. 佐藤 喜生, Satō Yoshiki; * 6. November 1997 in der Präfektur Niigata) ist ein japanischer Fußballspieler.

## Karriere
Yoshiki Satō erlernte das Fußballspielen in der Universitätsmannschaft der Toin University of Yokohama. Seinen ersten Profivertrag unterschrieb er 2020 bei Giravanz Kitakyūshū. Der Verein aus Kitakyūshū spielte in der zweiten japanischen Liga, der J2 League. Sein Zweitligadebüt gab er am 16. Dezember 2020 im Heimspiel gegen Montedio Yamagata. Hier wurde er in der 87. Minute für Akira Silvano Disaro eingewechselt. Am Ende der Saison 2021 stieg er mit dem Verein aus Kitakyūshū als Tabellenvorletzter in die dritte Liga ab. Für Giravanz absolvierte er fünf Zweitligaspiele. Nach dem Abstieg verließ er den Klub und schloss sich dem Regionalligisten Tochigi City FC an. 2022 wurde er Meister der Kantō-Regionalliga. 2023 wurde er Vizemeister der Kantō Soccer League und qualifizierte sich für die Japanese Regional Football Champions League. Hier wurde man erster und stieg in die vierte Liga auf. Am Ende der Spielzeit 2024 feierte er mit Tochigi die Meisterschaft und stieg in die dritte Liga auf.

## Erfolge
Tochigi City FC
- Japanischer Viertligameister: 2024  ▲
- Kantō-Regionalliga: 2022
- Japanese Regional Football Champions League: 2023  ▲